# Залцдалум
Залцдалум (на немски: Salzdahlum) е село, днес част от град Волфенбютел в Долна Саксония, Германия с 1589 жители (към 31 декември 2014).
Залцдалум е споменат за пръв път в документ през 888 г. като Dalhem, Daleheim (1112), Saltdahlheim (1204). На 1 март 1974 г. Залцдалум е присъеденен към окръжния град Волфенбютел.